# 深心院
深心院（しんしんいん、元禄13年（1700年） - 享保6年旧暦10月7日（1721年11月25日））は、江戸幕府の8代将軍・徳川吉宗の側室で、源三（夭折）、徳川宗尹（一橋徳川家初代当主）の母。俗名は梅（うめ）、久。父は谷口正次。母は北面武士服部越中守の娘。院号が深心院。11代将軍・徳川家斉の曽祖母。

## 生涯
元禄17年（1704年）3月に和歌山城に奉公に上がり、吉宗の母・浄円院付きの女中として働き始めた。
その後、紀州藩を継いだ吉宗の寵愛を受け、吉宗が8代将軍になると紀州藩邸から江戸城大奥に移り、享保4年（1719年）に源三（夭折）を産んだ。次いで享保6年（1721年）に宗尹を産んだが、同年に22歳で病没した。上野寛永寺凌雲院に埋葬された。戒名は深心院慈潭性水大姉。